# Amanda Palmer
Amanda MacKinnon Palmer (født 1976) er en amerikansk sanger, lyriker, pianist og komponist. Hun er mest kendt for sin rolle i 'punk-cabaret'-gruppen The Dresden Dolls, men senere har også hendes soloprojekt Who Killed Amanda Palmer vakt opsigt. Til sine shows og i sine videoer gør hun meget ud af æstetikken, og hendes kostumer og makeup fører tankerne mod uhyggelige dukker, renæssancen og sindssyge. Hendes sangtekster omhandler tit alvorlige emner såsom misbrug, sindslidelser og ondskabfuld kærlighed.
Amanda Palmer blev 2. januar 2011 gift med forfatteren Neil Gaiman. Den 16. september 2015 fik de sønnen Anthony.

## Diskografi

### Solo studiealbums
- Who Killed Amanda Palmer (2008)
- Theatre Is Evil (2012) (med The Grand Theft Orchestra)
- There Will Be No Intermission (2019)

### Med andre kunstnere
- You Got Me Singing (2016) (med Jack Palmer)
- I Can Spin a Rainbow (2017) (med Edward Ka-Spel)
- Forty-Five Degrees - A Bushfire Charity Flash Record (2020) (med forskellige kunstnere)

### Andre albums
- Amanda Palmer Performs the Popular Hits of Radiohead on Her Magical Ukulele (2010)
- Amanda Palmer Goes Down Under (2011)
- An Evening With Neil Gaiman & Amanda Palmer (2013) (with Neil Gaiman)
- Piano Is Evil (2016)